# Brudaremossen

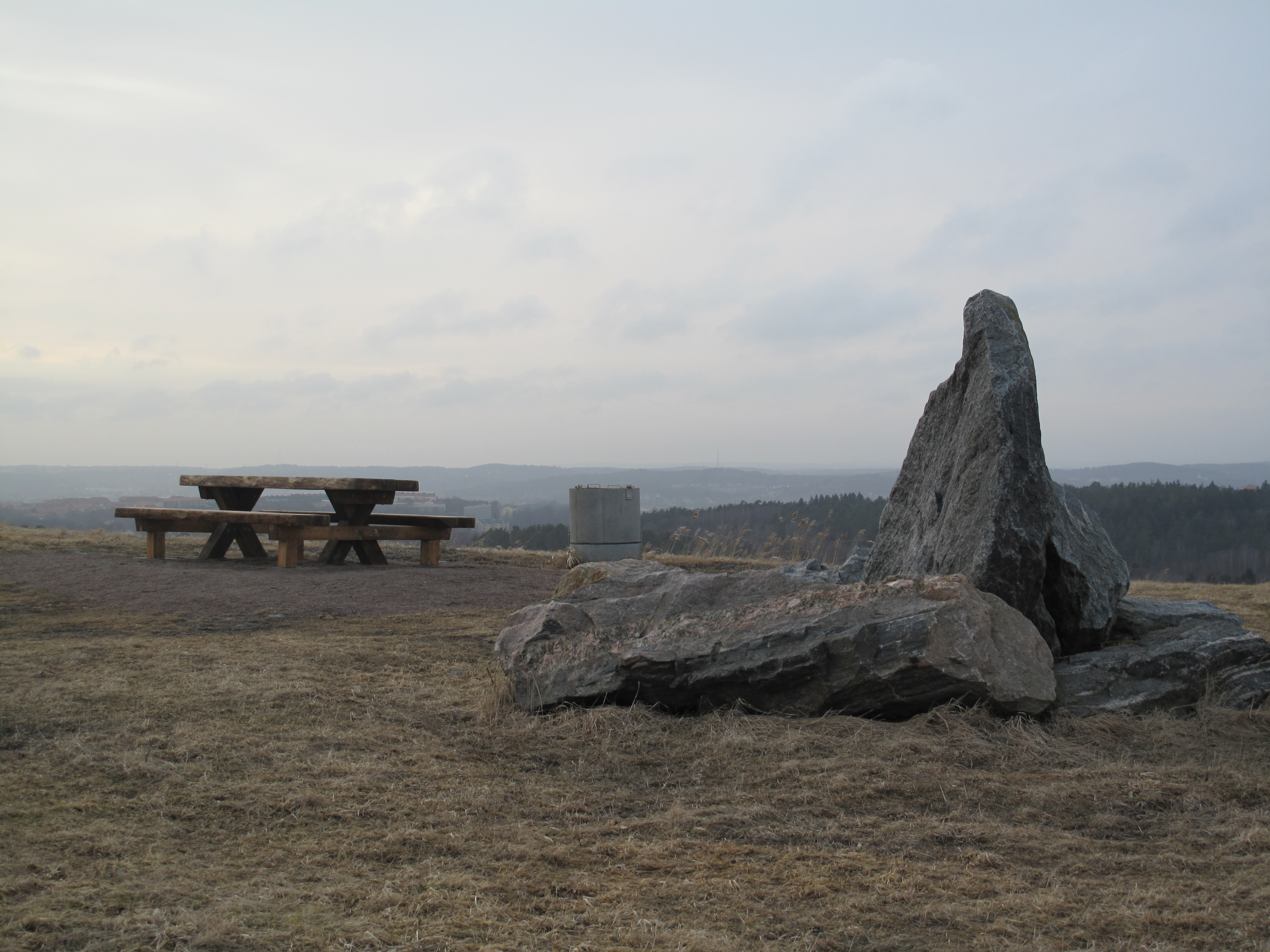
Bänk på toppen av Brudarebacken.

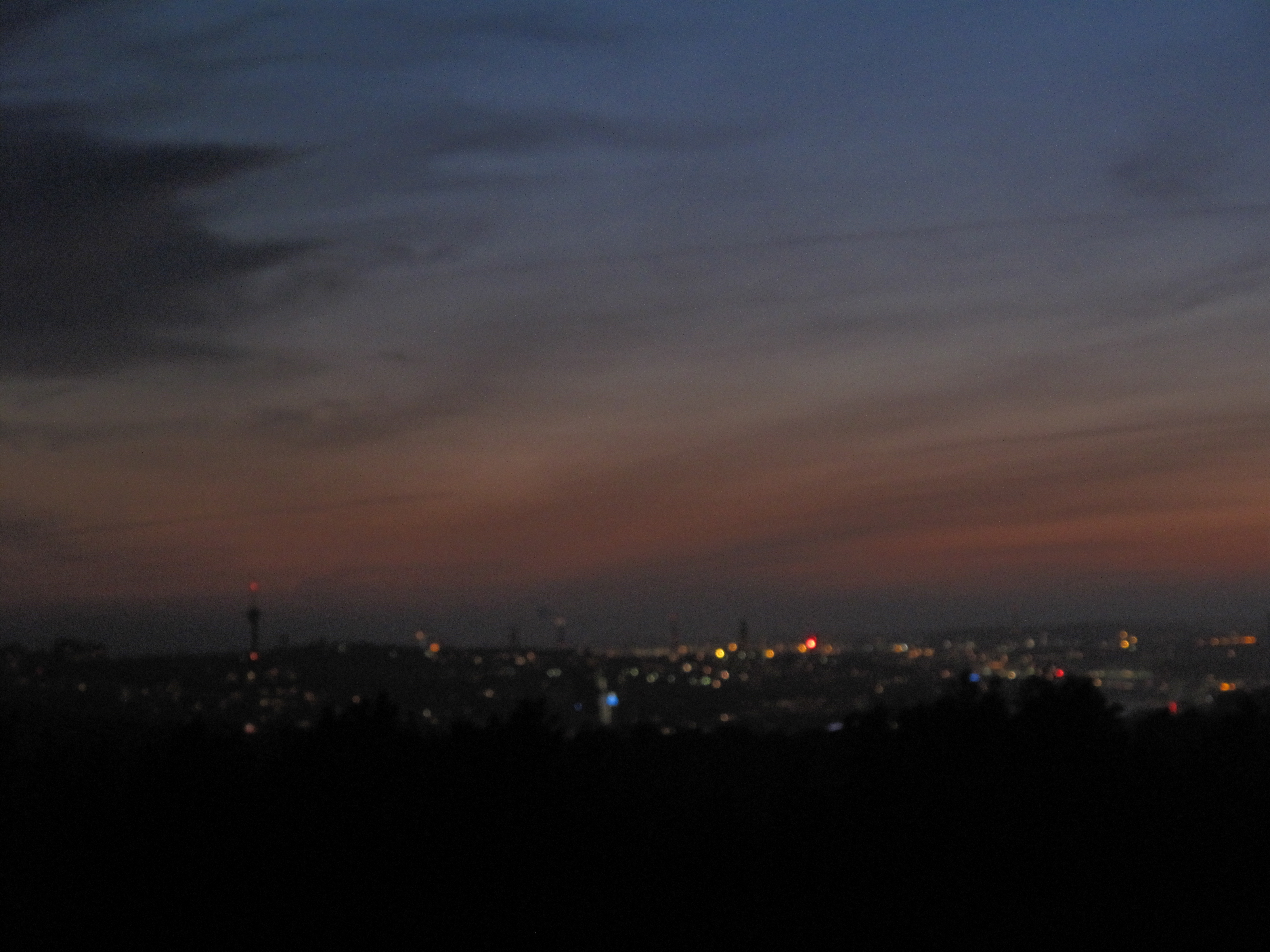
Utsikt över Göteborg från Brudarebacken.

Brudaremossen är en mosse och ett berg i Delsjöområdets naturreservat i Göteborg. Brudaremossen har fått sitt namn av att ett brudfölje enligt sägnen skulle ha gått ner sig här. Även vägen fram till berget heter Brudaremossen och är av hög standard på grund av att det gamla renhållningsverket haft en soptipp där. Soptippen användes under perioden 1938 till 1978 men avvecklades sen och täcktes med schaktmassor och lera, därför finns inte mycket kvar av den ursprungliga mossen. Man grävde även ner dräneringsrör under tippen så att miljögifterna i tippen inte ska spridas. Dräneringsvattnet från soptippen leds idag till en lakvattendamm och sen vidare till avloppsreningsverket Ryaverket. Vid tippen förbränns även deponigas. Det började man med efter en olycka 1995 då en man dog när metangas exploderade i en närbelägen klubbstuga, detta gjorde man för att minska explosionsrisken.
På den nordvästra sidan av berget finns slalombacken Brudarebacken som är öppen de få gånger Göteborg har snö och ihållande kallt väder. Den gräsbevuxna kullen är även sommartid ett välbesökt utflyktsmål, framför allt som utsiktpunkt. I området kring kullen kan man under våren ibland se ringtrastar. Brudarebacken är en bra lokal för sträckfåglar eftersom den ligger högt. I backen finns en mountainbikebana.
På ett berg alldeles söder om mossen finns Brudaremossenmasten som sänder ut radio- och TV-sändningar över Göteborg. Längs med vägen Brudaremossen finns också en camping och en ridklubb. 

## Galleri

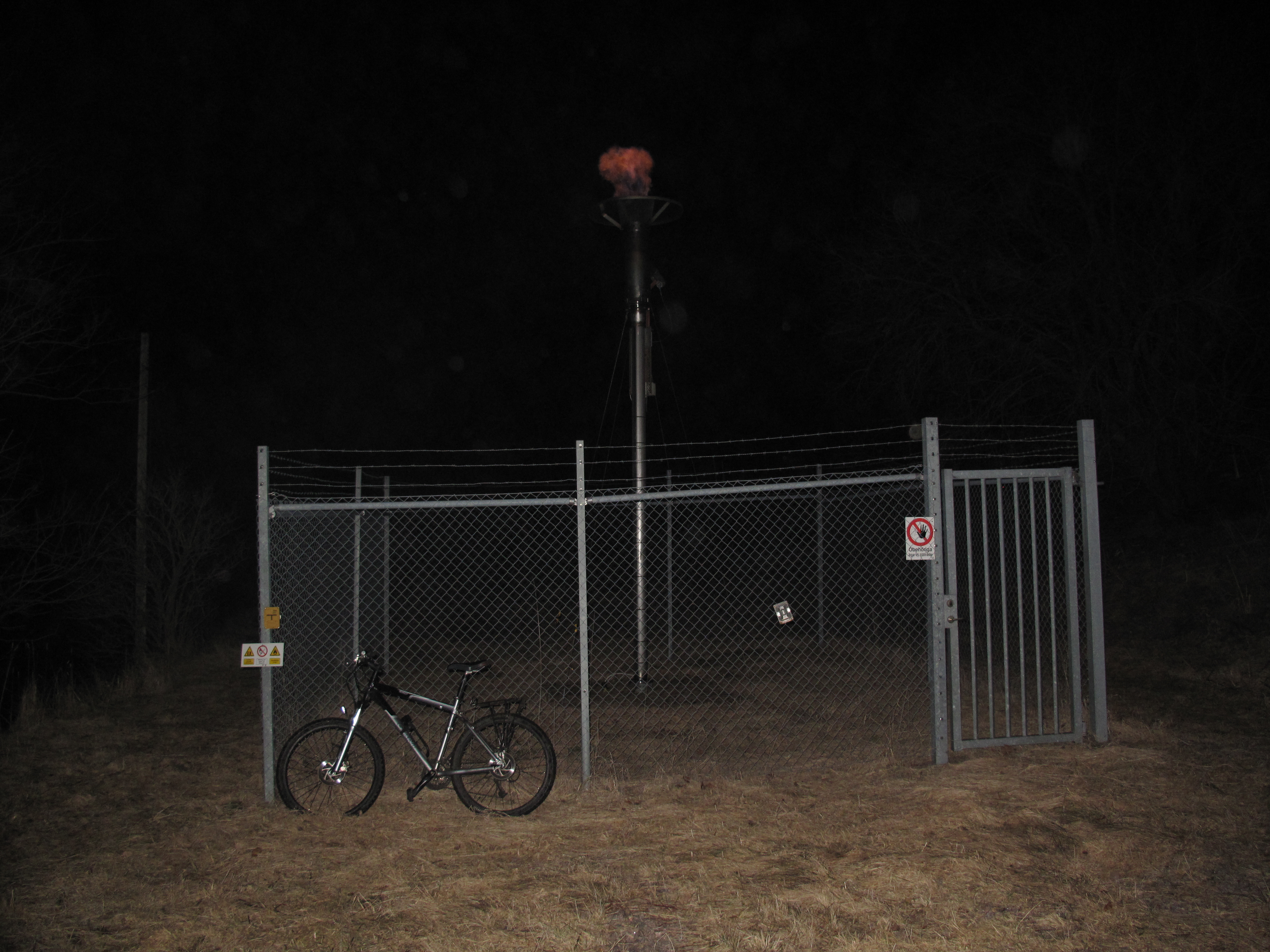
Förbränning av rötgas vid Brudaremossen.
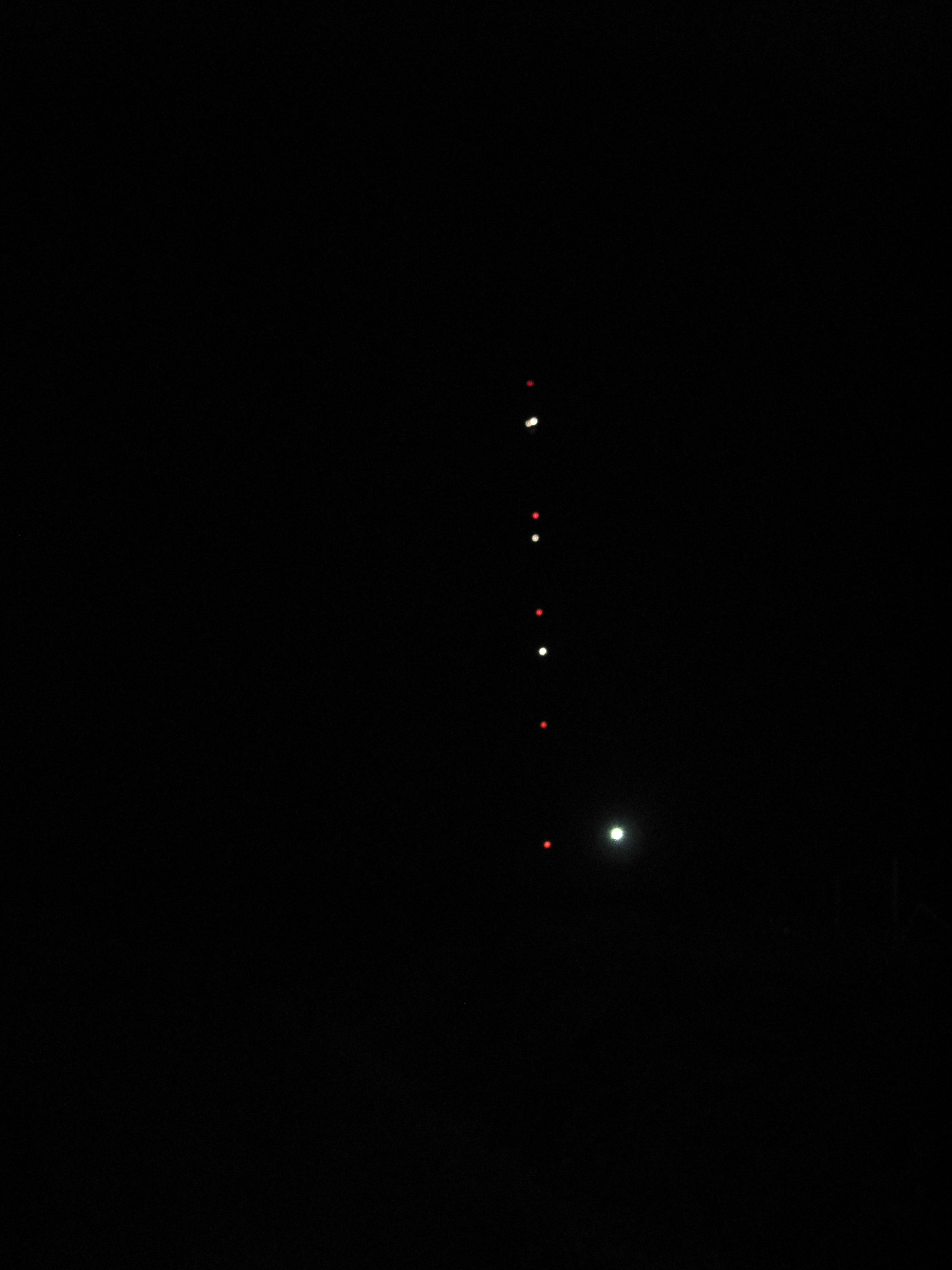
Brudaremossens radiomaster.
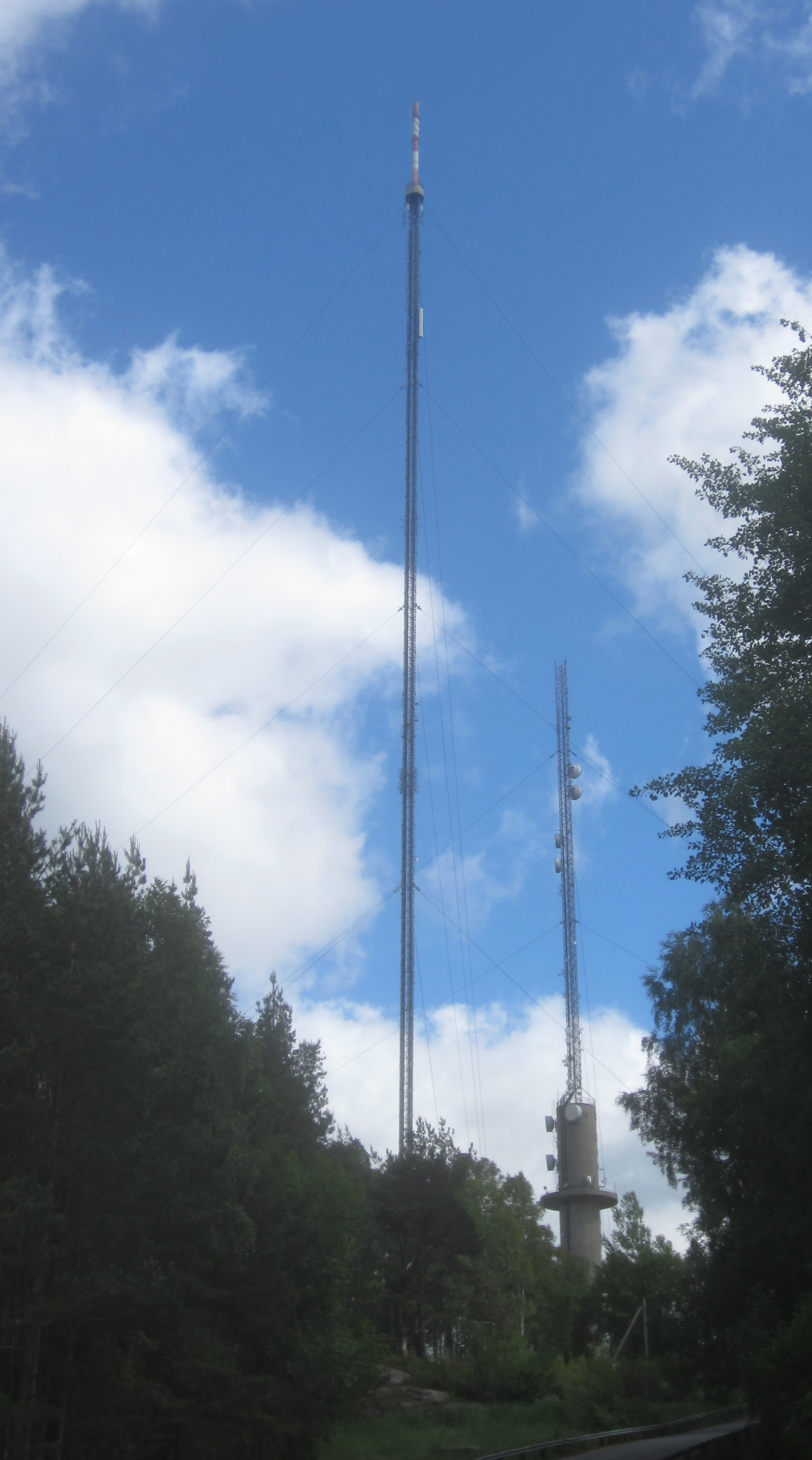
Brudaremossens radiomaster sedda från Delsjöområdet.
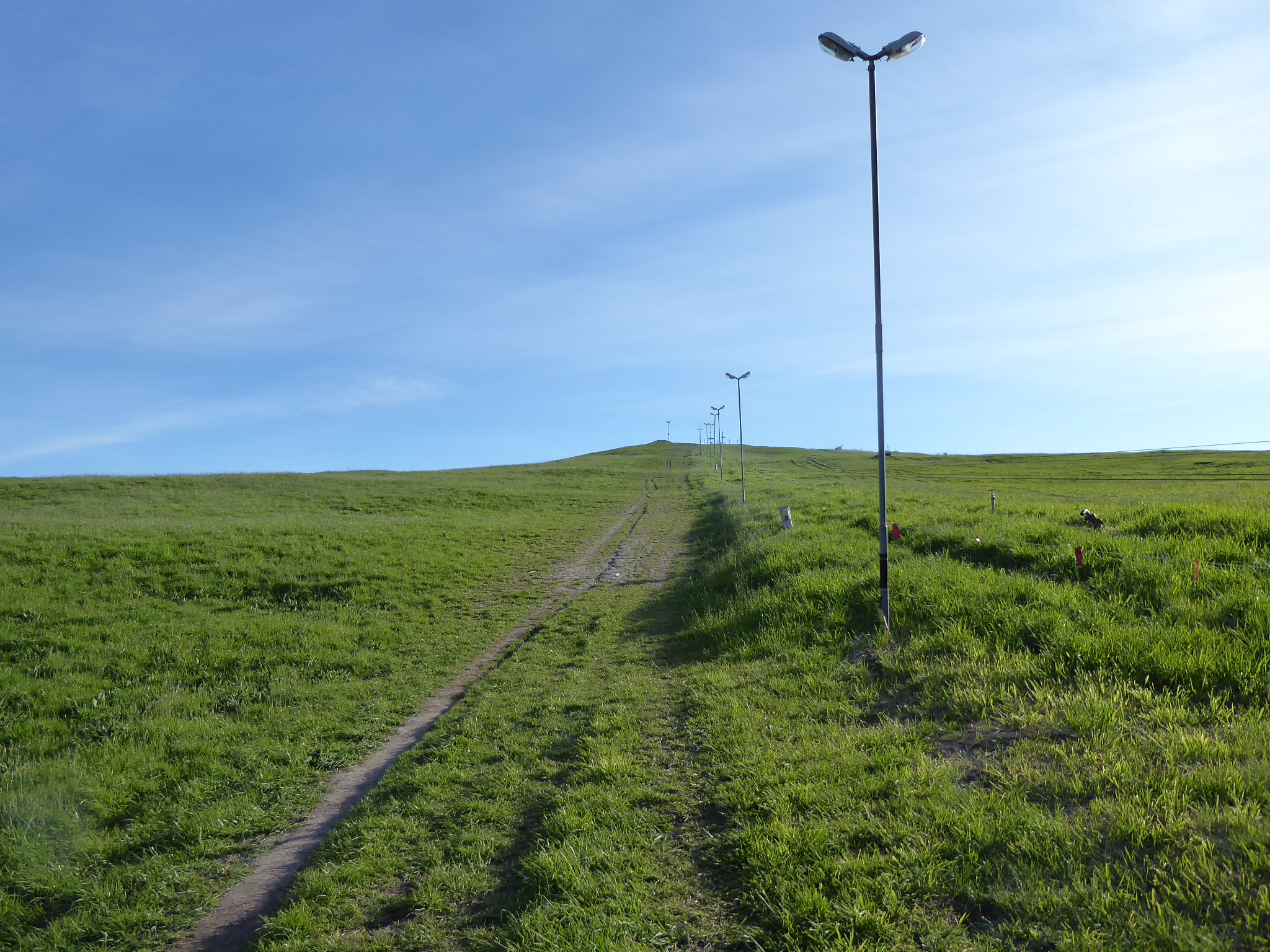
Brudarebacken från NE 21 maj 2020.